# هنري سوندرز
هنري سوندرز (1883 - 24 أبريل 1942) (بالإنجليزية: Henry Saunders)‏ هو لاعب كريكت بريطاني وبريطاني (وحمل سابقاً جنسية المملكة المتحدة لبريطانيا العظمى وأيرلندا).